# Botryotinia fabae
Botryotinia fabae är en svampart som beskrevs av J.Y. Lu & T.H. Wu 1991. Botryotinia fabae ingår i släktet Botryotinia och familjen Sclerotiniaceae.   Inga underarter finns listade i Catalogue of Life.